# Thouma
Thouma ou Hrissa (en arabe algérien: ثومة) est une pâtisserie algérienne à base de pâte d'amandes. Comme son nom l'indique elle prend la forme d'ail. Il existe deux recettes pour la thouma : la première recette, sans cuisson, est une variante de la Kefta où on trouve une pâte d'amandes avec un cœur farci. La deuxième recette est une variante de la hrissa algérienne sans farce mais uniquement de la pâte d'amandes cuite.